# هنهنمهدزي
هينوهينوموهي-جي (へ‌の‌への‌も‌へ‌じ‌ وتلفظ ‎[henohenomohe-ji]‏) لفظة يابانية من بضع مقاطع مركبة تبدو مثل معالم بسيطة على صورة وجه بشري.
الكلمة مكونة من سبعة حروف هيراغانا هي: (he (へ), no (の), he (へ), no (の), mo (も), he (へ), and ji (じ. حرفا he (へ) الأولان يمثلان الحاجبين، حرفا no (の) يمثلان العينين، وحرف mo (も) يمثل الأنف، وحرف he (へ) الأخير يمثل الفم. الحدود الخارجية للوجه يمثلها الحرف )ji (じ ونقطتاه تمثلان الأذن.